# کلروکسورون
کلروکسورون (به انگلیسی: Chloroxuron) با فرمول شیمیایی C۱۵H۱۵ClN۲O۲ یک ترکیب شیمیایی است؛ که جرم مولی آن ۲۹۰٫۷۴۵ g/mol می‌باشد. شکل ظاهری این ترکیب، جامد است.